# أغنيس من كورتيناي
أغنيس من كورتيناي كانت إحدى ملكات وكنتيسات من مملكة بيت المقدس.
أغنيس من كورتيناي (1136 - 1184) كانت نبيلة فرنسية من الدول الصليبية. فقد والدا أغنيس، جوسلين الثاني كونت الرها وبياتريس أوف ساوني كونتية الرها في 1150. تزوجت أغنيس، بصفتها أرملة رينالد من مرعش، من كونت عموري الأول ملك يافا وعسقلان، الابن الأصغر للملكة ميليسندا. عندما ورث التاج بشكل غير متوقع في عام 1163 ، رفضت المحكمة العليا في القدس قبول أغنيس كملكة وأصرت على أن تتبرأ منها عموري الأول مقابل اعترافها بخلافته. احتفظت أغنيس بلقب الكونتيسة وتزوجت مرتين أخريين. اكتسبت نفوذًا بعد وفاة عموري الأول وأصبح ابنهما، بلدوين الرابع ملكًا.

## حياتها
أغنيس من كورتيناي من مواليد 1 يناير سنة 1133 في كونتية الرها, وتوفت في 1 يناير سنة 1185.